# E107 (софтуер)
Вижте пояснителната страница за други значения на E107.
e107 е мощна система за управление на съдържанието (CMS) с отворен код. Системата позволява бързото създаване и управление на динамични уебсайтове и уебпортали. В базовия си вариант (без инсталиране на допълнителни разширения) e107 съдържа модули за новини, анкети, генератор и RSS четец, файлов мениджър, информационен бюлетин (newsletter), интегриран форум, възможност за прехвърляне на съдържанието в PDF документ. e107 поддържа UTF-8, и дава възможност за създаване на многоезични уебсайтове. Към момента системата се предлага с превод на множество езици от целия свят. Системата подпомага обикновеният потребител и той не трябва да пише HTML и CSS файлове за своят сайт. Програмната среда на e107 върши тези неща изобразявайки ги през активната тема. e107 има възможност за добавяне на неограничено количество плъгини и теми които да подпомогнат потребителя да изгради своят сайт както той желае.

## Характеристики
- Система база данни: e107 използва релационни бази данни (MySQL) за съхраняване на данни, необходими за управление на съдържанието в системата
- e107 модули: Модулите (плъгини) могат лесно да бъдат инсталирани, деинсталирани, активирани и деактивирани с натискане на един бутон.
- Персонализация: Регистрираните потребители могат да променят своите профили, да качват и избират аватар и други финкции, в зависимост от опциите, които администраторът е посочил.

## Предимства
- Лесна инсталация и конфигурация.
- Интуитивен потребителски интерфейс
- Високо производително файловобазирано кеширане
- Интегрирана новинарска система и управление на RSS Feed
- Лесна за използване и създаване шаблонна система
- Валиден XHTML 1.1 изходен код
- Интегрирана е мощна форумна система
- Лесна за използване администраторска част.
- Много вградени функции и опции за конфигуриране
- Гъвкава и лесна за редакция страници
- Позволява създаването на многоезиков уебсайт
- Идеален е за създаване на средни сайтове и блогове
- Широк спектър на допълнителни теми и плъгини
- Поддържа BBCode тагове

## Награди
Благодарение на своите възможности e107 е избрана като 3-та най-добра PHP CMS система с отворен код от Packt.